# 展枝胡枝子
展枝胡枝子（学名：Lespedeza patens）为豆科胡枝子属下的一个种。种名patens意为伸展的。